# Gobiesox juradoensis
Gobiesox juradoensis är en fiskart som beskrevs av Fowler, 1944. Gobiesox juradoensis ingår i släktet Gobiesox och familjen dubbelsugarfiskar. Inga underarter finns listade i Catalogue of Life.